# بيريا (آن)
بيريا (بالفرنسية: Peyriat)‏ هي بلدية فرنسية تقع في إقليم الآن في فرنسا. رمز إنسي لها هو:1293. أما الرمز البريدي لها فهو: 1430.